# بول هورغان
بول هورغان (بالإنجليزية: Paul Horgan)‏ هو مؤرخ أمريكي، ولد في 1 أغسطس 1903 في بوفالو في الولايات المتحدة، وتوفي في 8 مارس 1995 في ميدلتاون في الولايات المتحدة.

## وصلات خارجية
- بول هورغان على موقع الموسوعة البريطانية (الإنجليزية)
- بول هورغان على موقع إن إن دي بي (الإنجليزية)